# Айзеншарф Алла Наумівна
Алла Айзеншарф (за документами Галина Наумівна Айзеншарф, в шлюбі Варфоломеєва; нар. 6 червня 1936, Немирів, Вінницька область, Українська РСР, СРСР — пом. 5 січня 2018, Ашкелон, Ізраїль) — російська поетеса, письменниця, педагогиня.

## Біографія
Мати, Тетяна (Тойба) Самійлівна (до шлюбу Мельман), до німецько-радянської війни працювала в єврейському дитячому будинку з викладанням на івриті; батько, Ной Осипович Айзеншарф, працював бухгалтером на Немирівському спиртзаводі. Під час окупації міста були укладені в гетто. Батька вбили в першу акцію знищення євреїв Немирова 24 листопада 1941 року. Мати була депортована в один з концтаборів Трансністрії, а шестирічній Шеле (так в дитинстві звали поетесу) разом з десятирічною сестрою вдалося втекти і після поневірянь околицями міста сховатися в сараї у знайомої сім'ї Оріховських, а потім у незнайомих мешканців в селі Грабівці до 2 травня 1942 року, коли вони були відправлені до Браславського гетто в Трансністрії. У 1943 році вони були переведені до Бершадського гетто, звідки звільнені у березні 1944 року наступаючими військами РСЧА. Алла з сестрою Мерою та їх мати пережили окупацію і 15 березня 1944 року повернулися до Немирова, а в 1947 році оселилися в Бендерах (її дядько А. С. Мельман був до того часу головним архітектором міста), де вона через ревматичне захворювання та туберкульоз лише в 21 рік закінчила школу, а потім — медучилище.
З 1961 року за комсомольською путівкою працювала виїзною фельдшеркою в Хакасії в Красноярському краї (Біскамжа), а повернувшись до Бендер — медсестрою в міській лікарні і туберкульозному диспансері.
Була помічена Кирилом Ковальджі, який привернув її до літературного об'єднання «Орбіта» у Кишиневі. Закінчила Літературний інститут імені Максима Горького (1968—1973). Працювала вчителем малювання і викладачем у Бендерській школі естетичного виховання дітей «Світлячок», яку вона організувала (відзначена малою бронзовою медаллю ВДНГ СРСР). Публікувала вірші у міській та республіканських газетах, а також у колективних збірниках; очолювала міське літературне об'єднання «Обрій».
З 1988 року — з сином, сестрою і матір'ю в Ізраїлі, жила в Єрусалимі (1988—1990), потім в Ашкелоні.

## Літературні праці
Авторка сімнадцяти поетичних збірок — «Я і ти» (1971), «Кочові» (1977), «Вірші» (400 вибраних віршів, 1994), «Молитва» (1996), «Другу» (1997), «Наодинці» (1999), «З дерев» (2000), «Межі» (2001), «Ніч охоронна» (2003), «Тінь птахи» (2004), «Рука твоя» (2005), «За рахунку зірок» (2007), «Вітри небесні» (2007), «урочну Годину» (2008), «Стійбище» (2010), «На кам'яному календарі» (2013), «Понад любові і печалі» (2014). У 2001 році в Ізраїлі і в 2004 році в Росії вийшла збірка дитячих віршів і малюнків Алли Айзеншарф періоду гетто «Добре якщо вистрілять в рот…», з більш пізніми коментарями. Публікувалася в альманахах «Роза вітрів» і в журналі «Слово письменника». Відзначена премією імені Давида Самойлова (2008). Лауреат літературної премії «Олива Єрусалиму» (за книгу «Рука твоя», 2005). Спектакль «…А нас искают німці і собаки» за віршами Алли Айзеншарф був поставлений в рамках проекту Яд Вашем, потім одеським театром «Мігдаль». Під керівництвом диригента А. Абдурахманова і поета К. Рубинського з Камерним оркестром кафедри оркестрових струнних і духових інструментів Челябінської державної академії культури і мистецтв була підготовлена програма «Дмитро Шостакович — Алла Айзеншарф: Пам'яті жертв фашизму», яка потім увійшла в репертуар Челябінської державної філармонії.

## Родина
Син — Руслан (Ісраель) Айзеншарф (нар.. 1963), рабин, автор поетичної збірки «Живі камені».

## Поетичні збірки
- Я і ти. Кишинев: Картя молдовеняскэ, 1971. — 52 с.
- Кочові. Кишинів: Література артистикэ, 1977. — 139 с.
- Наодинці. Тель-Авів: Гибор, 1999. — 203 с.
- Добре якщо вистрілять в рот… Художник Євген Смирнов. Ашкелон: Центр культури, 2001; Калуга: Поліграф-Інформ, 2004.
- Вірші (російською, українською, англійською та івритом). Ашеколон, 2007. — 202 с.
- Доросле дитинство війни: збірник спогадів. Культурно-просвітницький центр КЕЙТАР, 2013. — 162 с.
- На кам'яному календарі. Ашкелон: Иникниф, 2013. — 232 с.[22]